# David Miladinović
David Miladinović (in serbo Давид Миладиновић?; Belgrado, 18 maggio 1997) è un cestista serbo.